# Gustav von Binder
Gustav Binder, ab 1864 von Binder, (* 30. Juli 1807 in Augsburg; † 22. Januar 1885 Stuttgart) war ein deutscher Gymnasialprofessor und württembergischer Landtagsabgeordneter.

## Leben
Gustav Binder wurde als Sohn des Bankkaufmanns und späteren Hofrats Christian Binder geboren und studierte nach dem Besuch der württembergischen Lateinschulen in Kirchheim unter Teck und Esslingen (das heutige Georgii-Gymnasium) sowie des Seminars in Blaubeuren Philosophie, Geschichte und Theologie am Tübinger Stift, wo er 1825 Mitglied der Commentburschenschaft wurde. Dort lernte er seinen Freund David Friedrich Strauß kennen, dessen Grabrede er 1874 hielt. Nach dem Studium wurde er Vikar in Gerlingen, Repetent am evangelischen Seminar im Kloster Schöntal und am Tübinger Stift. 1832 erfolgte seine Promotion zum Dr. phil., 1834 wurde er Stadtvikar von Stuttgart. Später arbeitete er als Diakon, Prediger und Seelsorger in Heidenheim und wurde dann 1844 Gymnasialprofessor in Ulm. Von 1857 bis 1866 arbeitete er als Studienrat in Stuttgart und wurde 1866 Direktor des Königlichen Studienrats, einer Ministerialabteilung für die Gelehrten- und Realschulen. 1868 wurde er Mitglied der Militär-Examinations-Kommission, von 1871 bis 1878 war er Vertreter Württembergs in der Reichsschulkommission.
Gustav von Binder  war ein Förderer des Turnwesens. Er veröffentlichte zahlreiche Fachartikel. 1880 trat er unter Verleihung des Titels und Rangs eines Präsidenten in den Ruhestand. Sein Bruder war Albert von Binder, von 1861 bis 1868 Prälat und Generalsuperintendent in Ludwigsburg.

## Politik
Von 1845 bis 1848 war er Mitglied der Zweiten Kammer der Württembergischen Landstände für den Wahlkreis Heidenheim. 1848 wurde er Mitglied des Vorparlaments in Frankfurt am Main.

## Ehrungen, Nobilitierung
- 1861 Ritterkreuz 1. Klasse des Friedrichs-Ordens
- 1864 Ritterkreuz des Ordens der württembergischen Krone[1], welches mit dem persönlichen Adelstitel (Nobilitierung) verbunden war
- 1869 Kommenturkreuz 2. Klasse des Friedrichs-Ordens
- 1873 Kommenturkreuz des Ordens der württembergischen Krone